# Phasicnecus aequidistans
Phasicnecus aequidistans är en fjärilsart som beskrevs av Embrik Strand 1915. Phasicnecus aequidistans ingår i släktet Phasicnecus och familjen Eupterotidae. Inga underarter finns listade i Catalogue of Life.